# Stade Julio César Villagra
Le stade Julio César Villagra, aussi connu sous le nom de Gigante de Alberdi (ou en français Stade géant du Alberdi), est le stade du Club Atlético Belgrano.
Avec sa capacité actuelle de 22 000 spectateurs, il est le stade de football appartenant à un club avec la plus grande capacité de la ville. Il est situé sur l'avenue Arturo Orgaz de la ville de Córdoba.